# Соколине (Бахчисарайський район)
Соколи́не (до 1945 року — Кокко́з, крим. Kökköz) — село в Україні, у Бахчисарайському районі Автономної Республіки Крим. Підпорядковане Голубинській сільській раді. Розташоване на півдні району.
Неподалік села (за 3 кілометри) протікає річка Коккозка. Історична назва села в перекладі з кримськотатарської означає «блакитне око», «блакитноокий» (kök — блакитне, köz — око).

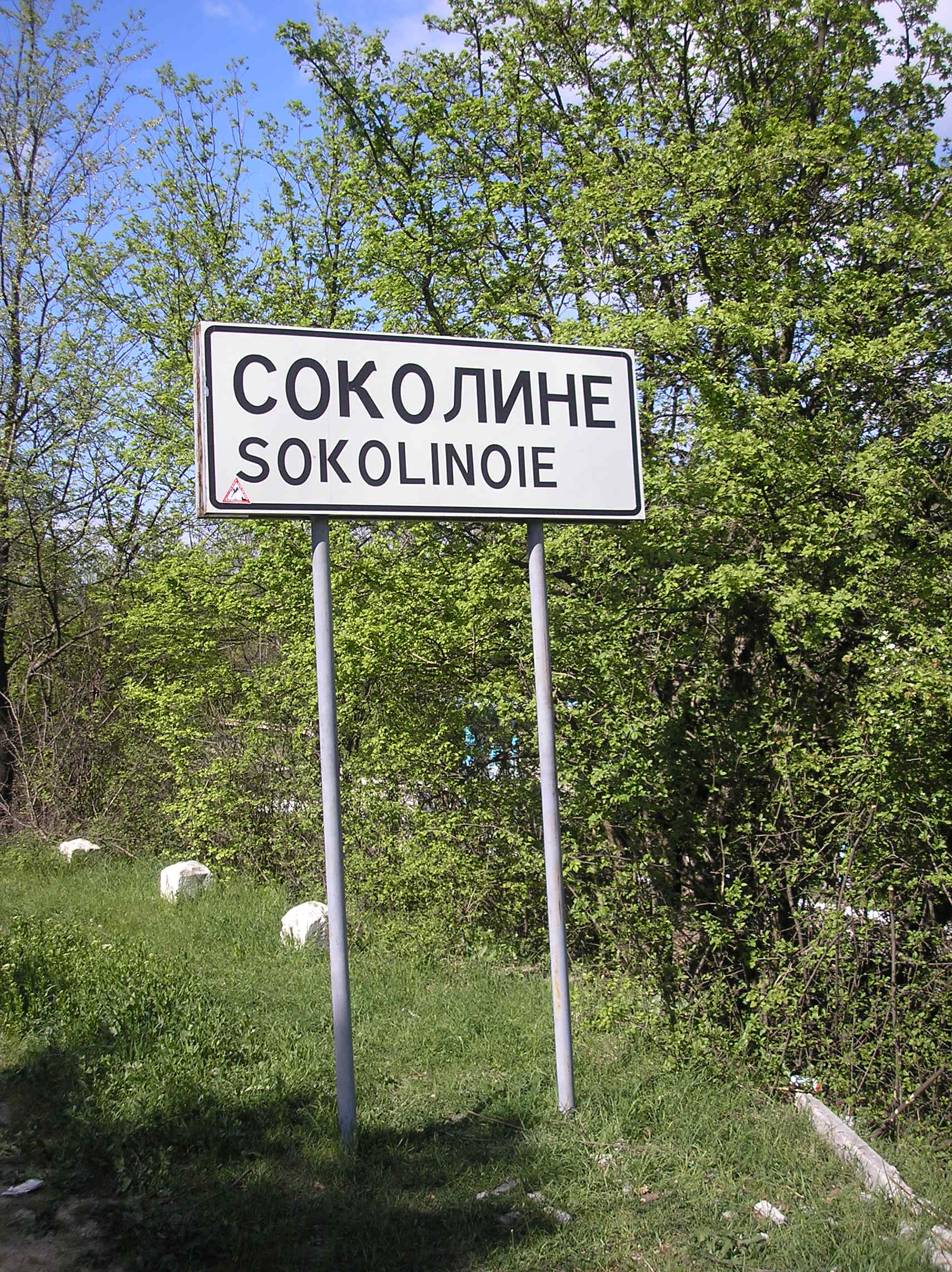

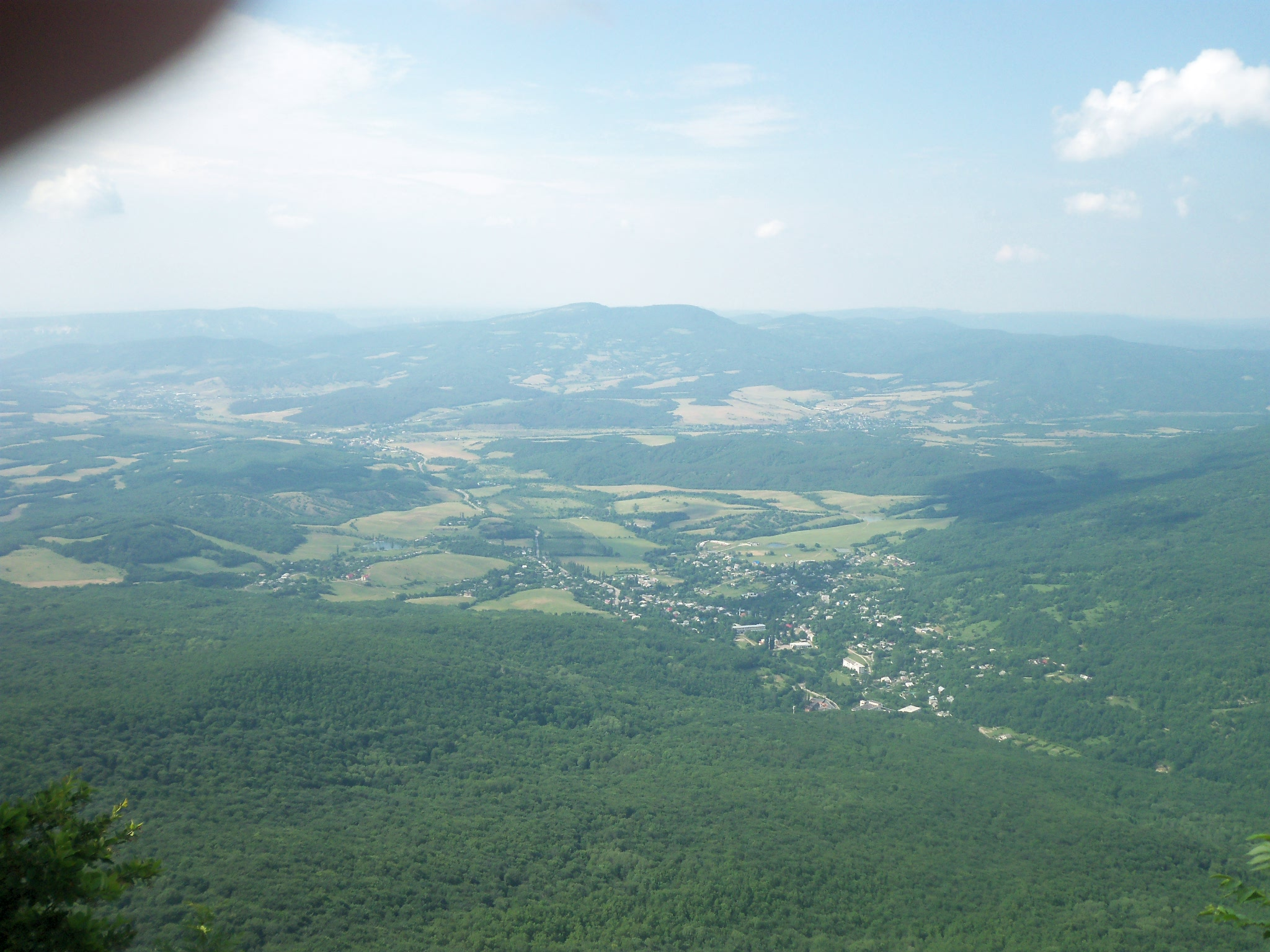
Панорама села з гори Орлиний заліт

## Історія
Судячи з назви села, його з давнини (можливо, з III століття) населяли блакитноокі готи, що відрізнялися від темнооких представників індоіранських і тюркських народів, що здавна населяли Крим.
Документальна згадка селища зустрічається в «Османському реєстрі земельних володінь Південного Криму 1680-х років», згідно з яким у 1686 році (1097 хідджри) Коккоз, або Папайалниз входив до Мангупського кадилика еялета Кефе.
У документах назва села вперше зустрічається в Камеральному Описі Криму 1784 року як Кокос і Другой Кокос Мангупського кадилику Бахчисарайського каймакамства
Після захоплення Криму Росією 1783 року Коккози були включені з 8 лютого 1784 року до Махульдурської волості Сімферопольського повіту Таврійської області. За правління Павла I, з 1796 року — Акмечетські повіт Новоросійської губернії, а з 8 (20) жовтня 1802 року — в колишній повіт нової Таврійської губернії. Згідно зі складеною 1805 року Відомістю про всі селища, що до Сімферопольського повіті входять… в Коккоз в 86 дворах проживало близько 400 чоловік кримських татар, а земля належала статського раднику Мегметчі-бею, а на військовій карті 1817 року значиться вже 115 будинків.
В результаті реорганізації волосного поділу 1829 року Коккози приписали до Озенбашської волості, а через 9 років — до новоствореної Богатирської нового, Ялтинського повіту, у складі якого село складалася до радянської територіальної реформи 1921 року.
За переписом 1897 року кількість мешканців зросла до 1687 осіб (890 чоловічої статі та 797 — жіночої), з яких , 1639 — магометанської.
На початку 1920-х років в селі була утворена Коккозька сільрада, 1926 року за новим адміністративним поділом Коккози були віднесені до Бахчисарайського району. З 1930 року Коккози увійшли до Фотисальського району, що в 1933 році був перейменований у Куйбишевський.
На початок війни населення Коккоз зросло майже до 2 000 осіб (більшість-кримські татари), але після відвоювання Криму, 18 травня 1944 року, згідно з постановою ДКО № 5859 від 11 травня 1944 року корінне населення було депортоване у Середню Азію, а в спорожнілі будинки завезли переселенців з України. Указом Президії Верховної Ради РРФСР від 21 серпня 1945 року селище Коккози перейменовано в Соколине, а Коккозька сільрада — в Соколинську. В 1962 році Куйбишевський район і відповідно, Соколине, приєднали до Бахчисарайського, в ті ж роки, на хвилі укрупнення господарських одиниць, Соколинська сільрада була об'єднана з Голубинською.

## Динаміка чисельності населення
- 1864 — 869 чол.
- 1887 — 1449 чол.
- 1897 — 1687 чол. (1669 кримських татар)
- 1926 — 1630 чол. (1545 кримських татар, 51 росіян, 15 українців, 2 греки)
- 1939 — 1898 чол.
- 1989 -?
- 2001 — 1396 чол.